# Dieter Bürgin
Dieter Bürgin (* 11. Januar 1939 in Basel) ist ein Schweizer Kinder- und Jugendpsychiater und Psychoanalytiker.
Bürgin übernahm 1974 von Carl Haffter die Leitung der Psychiatrischen Universitäts-Poliklinik für Kinder und Jugendliche (PUPKJ). Er war ab 1984 ausserordentlicher und ab 1989 ordentlicher Professor für Kinder- und Jugendpsychiatrie an der Universität Basel. 1996/97 war er Dekan der Medizinischen Fakultät. Ende 2004 wurde Bürgin emeritiert.

## Schriften
Als Autor:
- Hypnose bei chronischen Schlafstörungen. In: Schweizer Archiv für Neurologie, Neurochirurgie und Psychiatrie. Band 104 (1969), H. 2, S. 325–363 (Dissertation, Universität Basel, 1969).
- Das Kind, die lebensbedrohende Krankheit und der Tod. Huber, Bern 1978, ISBN 3-456-80582-9.
- Psychosomatik im Kindes- und Jugendalter. G. Fischer, Stuttgart 1993, ISBN 3-437-00721-1.
- mit Barbara Steck: Indikation psychoanalytischer Psychotherapie mit Kindern und Jugendlichen. Diagnostisch-therapeutisches Vorgehen und Fallbeispiele. Klett-Cotta, Stuttgart 2013, ISBN 978-3-608-94829-5.

Als Herausgeber:
- Triangulierung. Der Übergang zur Elternschaft. Schattauer, Stuttgart 1998, ISBN 3-7945-1881-0.
- mit Heiner Meng: Childhood and Adolescent Psychosis. Karger, Basel 2004, ISBN 3-8055-7706-0.